# والنتینا کامنیوک-وینوگرادووا
والنتینا کامنیوک-وینوگرادوواا (انگلیسی: Valentina Kamenyok-Vinogradova; ۱۷ مهٔ ۱۹۴۳ – ۱۷ ژوئیهٔ ۲۰۰۲) بازیکن والیبال اهل اتحاد جماهیر شوروی سوسیالیستی بود.